# Nissim Gerondi
Nissim ben-Reuben Gerondi fue un médico y talmudista catalán del siglo XIV, muy influyente en su época.

## Biografía
Vivía de su profesión de médico y está documentada su presencia en Barcelona entre 1353 y 1373. En sus obras menciona que su maestro fue Peretz Gerondi, pero fue claramente influido por el pensamiento de Shlomo ben Adret.
En 1367 o 1368 fue encarcelado por una falsa denuncia, junto con su discípulo Hasdai Crescas. Parece que en 1370 sufrió otro encarcelamiento.

## Obra
Solo se han conservado 77 respuestas sobre cuestiones judiciales, 12 homilías, algunos poemas y cartas intercambiadas con sus contemporáneos.
Más interés tiene un manuscrito encontrado en época reciente que contiene un comentario de la Biblia y que, probablemente, escribió hacia el final de su vida, puesto que no está acabado.